# Alison Evans
Alison Evans es una novelista y escritora australiana. Es una persona transgénero no binaria que se identifica como bisexual, y su trabajo a menudo presenta personajes queer y transgénero. Evans creció en la ciudad de Emerald entre las cordilleras de Dandenong, un entorno que influyó enormemente en su obra.
Sus dos primeras novelas en Less Than Three Press fueron Long Macchiatos and Monsters, de 2015, y We Go Forward, de 2016. Desde 2017, ha publicado tres novelas para jóvenes adultos con Echo Publishing: Ida, Highway Bodies y Euphoria Kids. Ganaron el Victorian Premier's Literary Award en la categoría People's Choice por Ida en 2018.
Evans ha contribuido con cuentos cortos a varias antologías, incluidas Kindred, Hometown Haunts y Everything Under the Moon, y trabaja como autor y editor de fanzines, incluido #EnbyLife con Rae White. Coeditaron la antología Avast! de Fremantle Press de 2024. Historias de piratas de autores transgénero con Michael Earp, además de contribuir con el cuento "CHANGELINGS". También han escrito artículos de no ficción para ABC, Overland, The Guardian y The Saturday Paper.
En 2024, Evans fue uno de los varios autores en el centro de la controversia sobre el taller de escritura para adolescentes de la Biblioteca Estatal de Victoria, en el que un taller programado para niños fue cancelado por la Biblioteca aparentemente debido a la necesidad de una «revisión de la seguridad infantil y cultural». Varios empleados de la Biblioteca hicieron afirmaciones publicadas en The Age y The Guardian que Evans y el apoyo de los otros escritores de Palestina era la verdadera razón y que la biblioteca había incurrido en censura política. Estas afirmaciones fueron apoyadas más tarde por la publicación de correos electrónicos internos de la biblioteca.

### Novelas
- Ida (2017)
- Highway Bodies (2019)
- Euphoria Kids (2020)

### Novelas cortas
- Long Macchiatos and Monsters (2015)
- We Go Forward (2016)

### Cuentos cortos
- "Stormlines" ( Vástagos, 2019)
- "Angel Eyes" ( Hometown Haunts, 2021)
- "Moonfall" ( Everything Under the Moon, 2023)
- "CHANGELINGS" ( Avast!: Pirate Stories from Transgender Authors, 2024)
- "It's probably fine" ( Overland, 2024)